# Eraclide di Leontini
Eraclide di Leontini (in greco Ἡρακλείδης ; fl. III secolo a.C.) è stato un politico greco antico.
Fu tiranno di Leontini.
Sotto il suo governo assieme a Siracusa e ad Akragas chiama in aiuto il re Pirro  contro Cartagine. In quella occasione, Eraclide, offre a Pirro la città con i castelli ed un contingente di quattromila soldati e cinquecento cavalli (278 a.C.)